# Lasiopogon bivittatus
Lasiopogon bivittatus là một loài ruồi trong họ Asilidae. Lasiopogon bivittatus được Loew miêu tả năm 1866. Loài này phân bố ở vùng Tân Bắc giới.